# Corriere dello Sport – Stadio
Corriere della sport (wł. Kurier sportowy) jest jednym z czołowych  dzienników sportowych we Włoszech. Wydawany w Rzymie, chociaż został założony w Bolonii w 1924 roku. Dziennik przeszedł kilka zmian nazwy i funkcji czasopisma (od 1926 do 1943 była oficjalnym organem CONI). Jego obecna nazwa pochodzi z 1977 roku, kiedy to dołączył do niego boloński dziennik Stadio założony w 1945 roku.
Jest to jeden z trzech głównych dzienników sportowych o zasięgu ogólnokrajowym, obok Tuttosport z Turynu, będącego częścią tej samej grupy wydawniczej, oraz mediolańskiej Gazzetta dello Sport, wydawanej przez RCS MediaGroup. W 2008 jego nakład sięgał 225 643 egzemplarzy.